# Liceo Dr. Alfonso Espínola
El Liceo Alfonso Espínola es un liceo de educación secundaria de San José de Mayo, numerado 1 dentro del dominio público. Se encuentra ubicado sobre la calle Sarandí 624 de la ciudad homónima y su nombre homenajea al médico y profesor Alfonso Espínola.

## Antecedentes
Hacia 1913 Uruguay contaba con poco más de 1.000.000 de habitantes y una tasa de analfabetismo, que para las poblaciones de entre 15 años y mayores, según el censo de 1908 registraba casi el 40%. Si bien desde el año 1906, en el país ya se habían aprobado la creación de 18 liceos en el interior del país, la misma no se había concretado debido al agotamiento de los sobrantes del llamado Empréstito de Conversión de Obras Públicas. El 4 de mayo de 1911, a instancias del presidente José Batlle y Ordóñez el proyecto nuevamente ingresó parlamento, reiterando la iniciativa de su primer gobierno. Finalmente, el 5 de enero de 1912 la ley sería finalmente aprobada. Un año más tarde, específicamente el 24 de marzo de 1913 sería inaugurado el Liceo N°1 de San José de Mayo, el cual estaría bajo la tutela de la Sección Secundaria de la Universidad de la República, institución que tuvo a su cargo la totalidad de la educación secundaria, hasta el año 1936, caso excepcional en América Latina.
El desarrollo temprano de la educación secundaria estuvo ligado con la formación de las clases medias y con la constitución de una sociedad moderna y democrática, entonces, en un país que había iniciado la escolarización primaria universal en 1875, se utilizó la educación media como instrumento de transformación social.

## Historia
En los años treinta comenzó la construcción de su actual edificio, proyectado por el arquitecto Hector Verá Salvo y la participación de Elzeario Boix. El mismo fue inaugurado en 1945, contando con una capacidad de 2277 metros cuadrados y un total de veinticinco aulas, un gimnasio y un salón de actos. 

## Datos
En la actualidad, el liceo cuenta con tres turnos: dos diurnos (Reformulación 2006) y uno nocturno (Plan 2004).
Desde el año 2003 se imparten solo las clases de 4º, 5º y 6º correspondiente al Bachillerato Diversificado en los turnos diurnos. El Plan nocturno abarca todas las clases de 1º a 6º. 
Durante el siglo han pasado más de 30000 alumnos. En el año 2012, el total de alumnos fue de 1920; 1031 en los turnos diurnos y 889 en el nocturno, distribuidos en 51 grupos.